# ماركوس غلاسر
ماركوس غلاسر (بالألمانية: Markus Glaser)‏ هو كاهن كاثوليكي روماني، ولد في 25 أبريل 1880 في Shyrokolanivka ‏ في أوكرانيا، وتوفي في 25 مايو 1950 في ياش في رومانيا.